# SV Arsenal
El SV Arsenal es un equipo de fútbol de Surinam que juega en la Domburg Sportbond, una de las ligas que conforman la cuarta división de fútbol en el país.

## Historia
Fue fundado el 6 de febrero de 1921 en la capital Paramaribo justo después del Arsenal FC de Inglaterra, equipo del que tomaron el nombre y colores.
Su época de gloria ha sido entre finales de los años 1930s e inicios de la década de los años 1940s, en donode el club ganó la SVB Hoofdklasse en temporadas consecutivas, aunque no juegan en la máxima categoría desde finales de la década de los años 1940s.

## Palmarés
- SVB Hoofdklasse: 2

1938/39, 1939/40
- Interdistrictentoernooi: 2

1980, 1985